# Sune börjar tvåan
Sune börjar tvåan utkom 1985 och är den andra boken om Sune av Anders Jacobsson och Sören Olsson. Boken skrevs som en direkt fortsättning på den populära lokalradioserien om Sune. 1985 var även året då Anders Jacobsson och Sören Olsson flyttade till Örebro, och samarbetet ökade. Boken har även använts inom högre utbildning vid skildring av könsroller inom olika litteratur i skolor.

## Bokomslaget
Bokomslaget visar Sune i grön tröja, som kramar om Maria Perez och Sophie.

## Handling
Sune är åtta år och ska börja i 2:an. Där har en ny tjej, Maria Perez, börjat och Sune blir genast "blixtkär". Men han gillar fortfarande Sophie också, så det blir problem.
Sune får även besök av sin kusin Algot. Sune tycker Algot är världens största skrytmåns, lögnare och retsticka. Dessutom träffar Sune en kille, Affe, som försöker att tvinga med Sune i den så kallade Tjejhatarligan, vilket Sune inte vill, för han älskar tjejer.
Han är också rädd för att smittas av "gubbsjukan" från pappan, och familjen Andersson skall utökas. I skolan skall de spela teater, men Sune får Rödluvan, en tjejroll. Han måste också opereras bort blindtarmen, och hamnar på sjukhus.
Sune försöker också rymma hemifrån.

## Ljudbok
Inläsningarna utgavs 1986 på kassettband av SR Örebro under titeln "Sune börjar tvåan". och utkom 1988 även på två band på EMI under titeln "Sune och Maria Perez". samt "Sune och tjejhatarligan".
Bandet "Sune och Maria Perez" innehåller berättelserna "Sune börjar tvåan", "Sune och Maria Perez", "Gubbsjukan" och "Kusin Algot" på sida A samt berättelserna "Sune klär ut sig", "Sune och rödluvan", "Pjäsdagen" och "Mammas hemlis" på sida B.
Bandet "Sune och tjejhatarligan" innehåller berättelserna "Sune får blindtarmen", "Affe Asgam", "Tjejhatarligan", "Annas killar" och "Sune och Karl-Jörgen" på sida A samt berättelserna "Sune har vikarie", "Sune rymmer", "Fy Fabian" och "Hemåt igen" på sida B.

### Fotnoter
1. ↑  ”Sune börjar tvåan” (på engelska). Worldcat. 15 mars 1985. https://www.worldcat.org/title/sune-borjar-tvaan/oclc/185951833&referer=brief_results. Läst 29 mars 2015.
2. ↑  Anders och Sören Arkiverad 10 mars 2012 hämtat från the Wayback Machine.
3. ↑  ”Sune börjar tvåan”. Digitala vetenskapliga arkivet. http://www.diva-portal.org/smash/get/diva2:388022/FULLTEXT01.pdf. Läst 21 april 2015.
4. ↑  ”Sune börjar tvåan”. Svensk mediedatabas. 15 mars 1986. http://smdb.kb.se/catalog/id/001466544. Läst 28 april 2015.
5. ↑  ”Sune och Maria Perez”. Svensk mediedatabas. 15 mars 1988. http://smdb.kb.se/catalog/id/001495332. Läst 28 april 2015.
6. ↑  ”Sune och tjejhatarligan”. Svensk mediedatabas. 15 mars 1988. http://smdb.kb.se/catalog/id/001496174. Läst 28 april 2015.
7. ↑  ”Sune och Maria Perez” (på engelska). Discogs. 15 mars 1988. http://www.discogs.com/Anders-Jacobsson-och-S%C3%B6ren-Olsson-Sune-Maria-Perez/release/1909175. Läst 28 april 2015.
8. ↑  ”Sune och tjejhatarligan” (på engelska). Discogs. 15 mars 1988. https://www.discogs.com/Anders-Jacobsson-Och-S%C3%B6ren-Olsson-Sune-Och-Tjejhatarligan/release/13922428. Läst 22 september 2020.